# حنش نمي
حنش نمي (الاسم العلمي:Coluber nummifer) هو نوع من الزواحف يتبع جنس الحنش من فصيلة الأحناش.